# چکاوک هدهدی کوچک

چکاوک هدهدی کوچک یا شبان‌فریب کوچک (نام علمی: Alaemon hamertoni) نام یک گونه از سرده چکاوک‌های هدهد است.